# Dimitri de Condé
Dimitri de Condé (Hasselt, 7 januari 1975) is een Belgische oud-voetballer. Hij speelde als middenvelder voor onder meer Standard Luik, Sporting Charleroi en Lommel SK. Sinds maart 2015 bekleedt hij bij de Belgische eersteklasser KRC Genk de functie van technisch directeur.

## Spelerscarrière
Dimitri de Condé begon midden jaren 1980 bij de jeugd van het bescheiden Hechtel FC. Via Sporting Hasselt werkte de jonge middenvelder zich op naar Lommel SK. Daar maakte hij in het seizoen 1993/94 onder trainer Jos Heyligen zijn debuut in het eerste elftal. Hoewel de club over ervaren middenvelders als Harm van Veldhoven, Alain Van Baekel, Gert Cannaerts en Ronny Van Geneugden beschikte, groeide hij in het daaropvolgende seizoen uit tot een vaste waarde. 
De 20-jarige Limburger speelde zich zo in de kijker van vicekampioen Standard, dat hem in de zomer van 1995 naar Luik haalde. In het team van coach Robert Waseige werd De Condé vrijwel meteen een titularis en maakte hij ook zijn Europees debuut. Op 26 september 1995 mocht hij starten in de UEFA Cup-wedstrijd tegen Vitória SC. Het duel eindigde in een scoreloos gelijkspel en betekende de uitschakeling voor Standard.
De Condé maakte aanvankelijk deel uit van een getalenteerde spelerskern die beschikte over internationals als Marc Wilmots, Michaël Goossens, Gunther Schepens, Philippe Léonard en Gilbert Bodart. Zelf vormde hij centraal op het middenveld regelmatig een duo met de ervaren Luxemburger Guy Hellers. Maar ondanks de talentvolle spelers en de komst van trainers als Jos Daerden, Aad de Mos, Luka Peruzović en Tomislav Ivić raakte Standard aan het einde van de jaren 1990 niet verder dan de middenmoot. De club verkeerde in financiële moeilijkheden en slaagde er geen enkele keer in om een prijs te veroveren. In 1999 hadden de Rouches nochtans een uitstekende kans om de beker te veroveren. Standard nam het in de finale op tegen Lierse SK. De Condé startte op de bank en zag hoe zijn plaats op het middenveld werd ingenomen door zijn streekgenoot Bernd Thijs. Na een uur mocht hij invallen voor Gauthier Remacle. Standard verloor de finale met 3-1.
Na de verloren bekerfinale stapte de Condé over naar Sporting Charleroi, waar hij aan het begin van het seizoen herenigd werd met de Kroatische trainer Luka Peruzović. De Limburger werd ook bij de Henegouwse club een vaste waarde op het middenveld, maar moest ditmaal wel een heel jaar tegen de degradatie strijden. In december 1999 werd Peruzović ontslagen en opgevolgd door clubicoon Raymond Mommens. Op de eerste training van Mommens ging de Condé op de vuist met ploeggenoot Sandro Sousa. De club flirtte tijdens het seizoen 1999/2000 met de komst van Enzo Scifo, maar die stelde zijn transfer uit tot Charleroi zeker was van het behoud. De Henegouwers werden uiteindelijk zestiende en bleven zo in extremis in de hoogste afdeling. In 2000 kreeg Abbas Bayat binnen de club het financiële beleid in handen, terwijl Scifo als aanvoerder én technisch directeur de sportieve leiding voor zijn rekening nam. De nieuwe beleidsbepalers lieten de Condé reeds in september 2000 weten dat hij naar een nieuwe werkgever mocht uitkijken. Toen Scifo in november 2000 ook tot hoofdcoach benoemd werd, werd de sportieve situatie van de Condé nog somberder. In mei 2001 werd hij in een competitiewedstrijd tegen Eendracht Aalst al na 24 minuten gewisseld door Scifo. Na het seizoen kreeg De Condé net als zijn collega Marc Vangronsveld te horen dat hij in de B-kern zou belanden als hij geen nieuwe werkgever vond.
Uiteindelijk verkaste de Condé in de zomer van 2001 naar Eendracht Aalst, waar hij herenigd werd met Manu Ferrera, de coach met wie hij van maart tot november 2000 had samengewerkt bij Charleroi. Bij Aalst streed de Limburger opnieuw een jaar tegen de degradatie. Ondanks een trainerswissel in de loop van het seizoen slaagde Aalst er niet om zich te verzekeren van het behoud. De club werd voorlaatste en zakte wegens een faillissement naar de Derde Klasse. De Condé zelf ging na de degradatie aan de slag bij zijn vroegere werkgever Lommel, waar zijn ex-ploeggenoot Harm van Veldhoven inmiddels trainer was geworden. De terugkeer naar de club van zijn doorbrak werd geen succesverhaal. Lommel verkeerde in sportieve moeilijkheden en werd in de loop van het seizoen 2002/03 opgedoekt. Nog voor het einde van het seizoen vond de Condé in Heusden-Zolder een nieuwe werkgever. Hij trok naar tweedeklasser Heusden-Zolder, dat aan de eindronde mocht deelnemen. De Limburgse club won de eindronde en promoveerde zo naar de hoogste afdeling. Hoewel de club in het seizoen 2003/04 door een samenwerkingsverband met KRC Genk getalenteerde huurlingen als Logan Bailly, Igor de Camargo en Vincent Euvrard mocht verwelkomen, konden de Condé en zijn ploegmaats de degradatiezonde niet ontlopen.
In tegenstelling tot Heusden-Zolder keerde de Condé niet terug naar de Tweede Klasse. De inmiddels 30-jarige middenvelder versierde in de zomer van 2004 een transfer naar Genk, waar hij een ploegmaat werd van onder meer Thomas Chatelle, Steven Defour, Kevin Vandenbergh en Gert Claessens. Ook Sint-Truidense VV toonde interesse in de ervaren Limburger, maar knapte af op de transfersom van een miljoen euro. In het team van trainer René Vandereycken kreeg De Condé regelmatig speelkansen. Desondanks besloot hij de club tijdens de winterstop te verlaten voor Sint-Truiden, waar zijn vroegere Standard-ploeggenoot Marc Wilmots hoofdcoach was. Wilmots werd echter al een maand na de komst van De Condé aan de deur gezet. Bij de Kanaries streed de Limburger een anderhalf jaar tegen de degradatie.
In de zomer van 2006 zette de Condé een stap terug. De middenvelder tekende een contract bij tweedeklasser KVSK United, de club die in 2003 was ontstaan na de fusie van KVV Overpelt-Fabriek en zijn vroegere werkgever Lommel. De Condé werd er herenigd met trainer Peter Balette, de vroegere hoofdcoach van Heusden-Zolder. De club kende een woelig seizoen, waarin het twee keer van coach veranderde. Hoewel KVSK in 2006 nog vicekampioen was geworden in de tweede divisie, kon de club in het seizoen 2006/07 maar net aan de degradatie ontsnappen. Een seizoen later nam Guido Brepoels de sportieve leiding over en bereikte KVSK opnieuw de eindronde.
De Condé, die bij KSVK amper aan spelen toekwam en inmiddels ook aan een trainerscursus begonnen was, besloot zijn spelerscarrière verder af te bouwen. In 2008 trok de middenvelder naar derdeklasser Bocholt VV. In de loop van het seizoen 2010/11 stapte hij over naar vierdeklasser Overpeltse VV. Bij die club zette hij na het seizoen een punt achter zijn spelerscarrière.

## Statistieken
| Seizoen | Club               | Land            | Competitie    | Competitie | Competitie | Beker | Beker | Supercup | Supercup | Europees | Europees | Totaal | Totaal |
| Seizoen | Club               | Land            | Competitie    | Wed.       | Dlp.       | Wed.  | Dlp.  | Wed.     | Dlp.     | Wed.     | Dlp.     | Wed.   | Dlp.   |
| ------- | ------------------ | --------------- | ------------- | ---------- | ---------- | ----- | ----- | -------- | -------- | -------- | -------- | ------ | ------ |
| 1993/94 | Lommel SK          | Vlag van België | Eerste Klasse | 5          | 0          | 0     | 0     | —        | —        | —        | —        | 5      | 0      |
| 1994/95 | Lommel SK          | Vlag van België | Eerste Klasse | 31         | 0          | 1     | 0     | —        | —        | —        | —        | 32     | 0      |
| 1995/96 | Standard Luik      | Vlag van België | Eerste Klasse | 30         | 2          | 1     | 0     | —        | —        | 1        | 0        | 32     | 2      |
| 1996/97 | Standard Luik      | Vlag van België | Eerste Klasse | 34         | 6          | 4     | 2     | —        | —        | 5        | 0        | 43     | 8      |
| 1997/98 | Standard Luik      | Vlag van België | Eerste Klasse | 26         | 3          | 1     | 0     | —        | —        | 2        | 0        | 29     | 3      |
| 1998/99 | Standard Luik      | Vlag van België | Eerste Klasse | 33         | 5          | 6     | 1     | —        | —        | —        | —        | 39     | 6      |
| 1999/00 | Sporting Charleroi | Vlag van België | Eerste Klasse | 32         | 2          | 1     | 0     | —        | —        | —        | —        | 33     | 2      |
| 2000/01 | Sporting Charleroi | Vlag van België | Eerste Klasse | 27         | 3          | 1     | 0     | —        | —        | —        | —        | 28     | 3      |
| 2001/02 | Eendracht Aalst    | Vlag van België | Eerste Klasse | 16         | 0          | 1     | 0     | —        | —        | —        | —        | 17     | 0      |
| 2002/03 | Lommel SK          | Vlag van België | Eerste Klasse | 25         | 3          | 5     | 1     | —        | —        | —        | —        | 30     | 4      |
| 2002/03 | Heusden-Zolder     | Vlag van België | Tweede Klasse | 11         | 2          | 0     | 0     | —        | —        | —        | —        | 11     | 2      |
| 2003/04 | Heusden-Zolder     | Vlag van België | Eerste Klasse | 34         | 8          | 4     | 2     | —        | —        | —        | —        | 38     | 10     |
| 2004/05 | KRC Genk           | Vlag van België | Eerste Klasse | 12         | 1          | 1     | 1     | —        | —        | 1        | 0        | 14     | 2      |
| 2004/05 | Sint-Truidense VV  | Vlag van België | Eerste Klasse | 14         | 1          | 0     | 0     | —        | —        | —        | —        | 14     | 1      |
| 2005/06 | Sint-Truidense VV  | Vlag van België | Eerste Klasse | 17         | 1          | 3     | 0     | —        | —        | —        | —        | 20     | 1      |
| 2006/07 | KVSK United        | Vlag van België | Tweede Klasse | 18         | 3          | 2     | 2     | —        | —        | —        | —        | 20     | 5      |
| 2007/08 | KVSK United        | Vlag van België | Tweede Klasse | 19         | 0          | 3     | 1     | —        | —        | —        | —        | 22     | 1      |
| 2008/09 | Bocholter VV       | Vlag van België | Derde Klasse  | 30         | 6          | 2     | 0     | —        | —        | —        | —        | 32     | 6      |
| 2009/10 | Bocholter VV       | Vlag van België | Derde Klasse  | 32         | 2          | 2     | 1     | —        | —        | —        | —        | 34     | 1      |
| 2010/11 | Bocholter VV       | Vlag van België | Derde Klasse  | 9          | 1          | 2     | 0     | —        | —        | —        | —        | 11     | 1      |
| 2010/11 | Overpeltse VV      | Vlag van België | Vierde Klasse | 10         | 1          | 0     | 0     | —        | —        | —        | —        | 10     | 1      |
| TOTAAL  | TOTAAL             | TOTAAL          | TOTAAL        | 465        | 50         | 40    | 11    | 0        | 0        | 9        | 0        | 514    | 61     |

## Carrière als trainer en technisch directeur
Voor het seizoen 2011/12 keerde de Condé terug naar KRC Genk, waar hij trainer werd van het elftal onder 17 jaar. Op 16 maart 2015 werd hij gepromoveerd tot technisch directeur van de club. Hij werd de opvolger van Gunter Jacob, die twee maanden eerder zijn ontslag had ingediend. Onder zijn leiding werden goede jonge voetballers als Leon Bailey, Alejandro Pozuelo en Omar Colley aangekocht die later met veel winst doorverkocht konden worden. In het seizoen 2018/2019 won Genk de landstitel met sterkhouders als Roeslan Malinovski, Mbwana Samatta en Sander Berge die door de Condé aangekocht werden.

## Trivia
De Condé woont in Heppen, een deelgemeente van Leopoldsburg. Hij is vader van twee kinderen, een zoon en een dochter.